# Danism
En danism är ett danskt ord eller uttryckssätt som används i ett annat språk än det danska, och som har egenskaper som avviker från normen i det andra språket. Danismer förekommer i hög grad inom norskan då skriftspråket för de två länderna länge var gemensamt, men även svenskan har en del sådana. 
På medeltiden importerades flera nya begrepp med dansk ordform från Danmark till Sverige, till exempel ordet bagare, som konkurrerade ut den svenska ordformen bakare. Denna danska påverkan skulle ha varit större om inte Gustav Vasas språkpolitik, framför allt i 1520-talets Bibelöversättning, satt stopp för den. Under årtiondena kring sekelskiftet 1900, då dansk litteratur lästes mycket och oöversatt i Sverige, tog svenskan emot rätt många ord från danskan. 
Vissa danismer kan klassificeras som svenska provinsialismer, i synnerhet skånska ord och uttryck som  rullebör för skottkärra och där finns i stället för det finns.

## Danismer i svenskan
- Uttrycket till syvende och sist, 'för det sjunde och sista', som stavas på danska av vissa svenska skribenter: til syvende og sidst.

### Översättningar
Vid översättning från danska till svenska  finns en del tydliga fallgropar, där skenbara likheter i ord och uttryck, döljer vitt skilda betydelser.
- Dyrka jorden - "odla jorden"
- Sätta pris på  - "värdesätta"
- Han har fått sina nerver ödelagda - "... förstörda"

## Källhänvisningar
1. ↑  Danism, svenska.se
2. ↑  Börje Söderlund (1964). ”Varning för danismer i svenskan - exempel på några farliga fallgropar”. Hemsida för Öresunds översättningsbyrå. Bonniers. http://www.danska-svenska.se/varning_for_danismer.htm. Läst 23 augusti 2019.